# Asesinato de Carlos Prats y Sofía Cuthbert

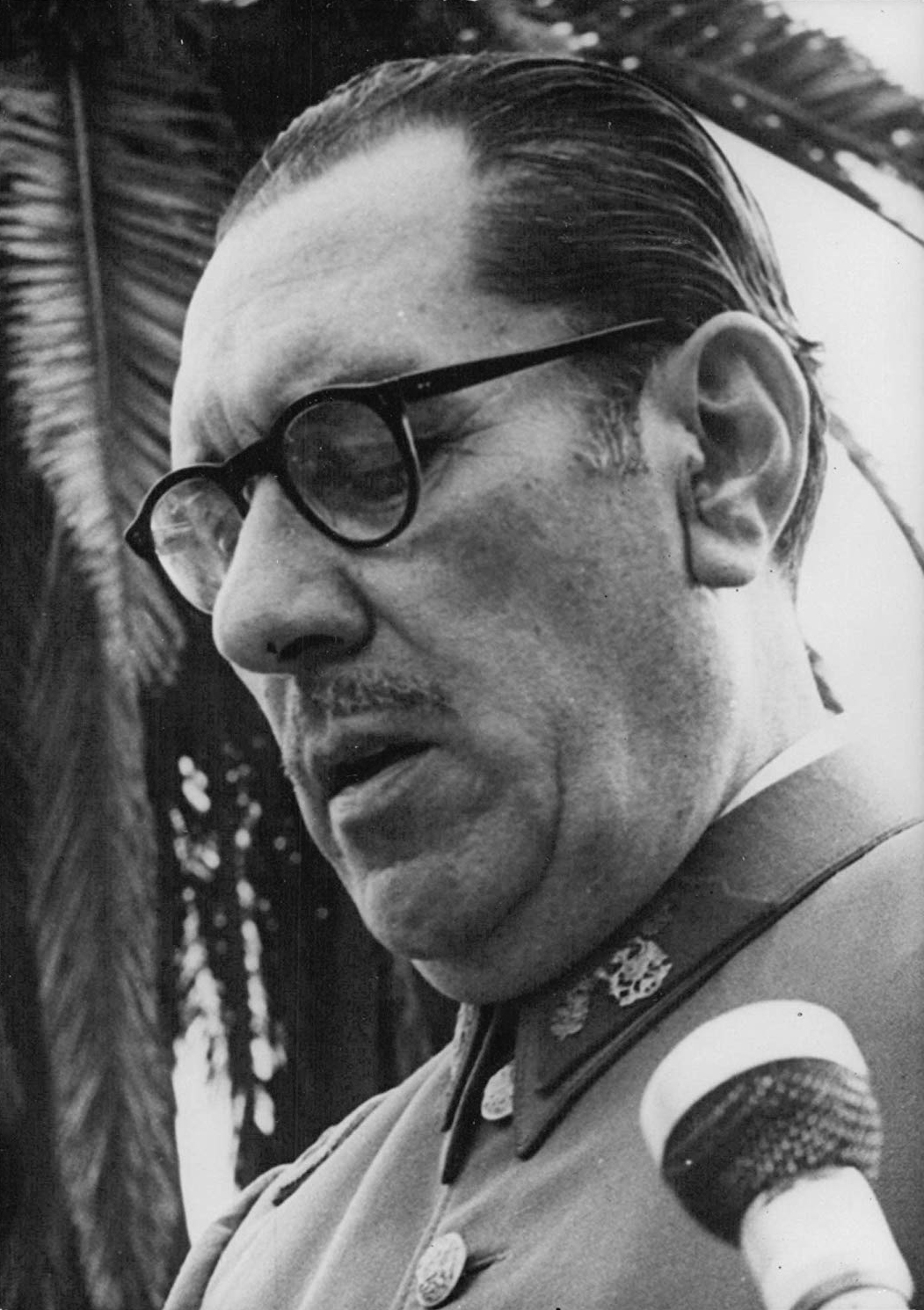
Carlos Prats en 1974

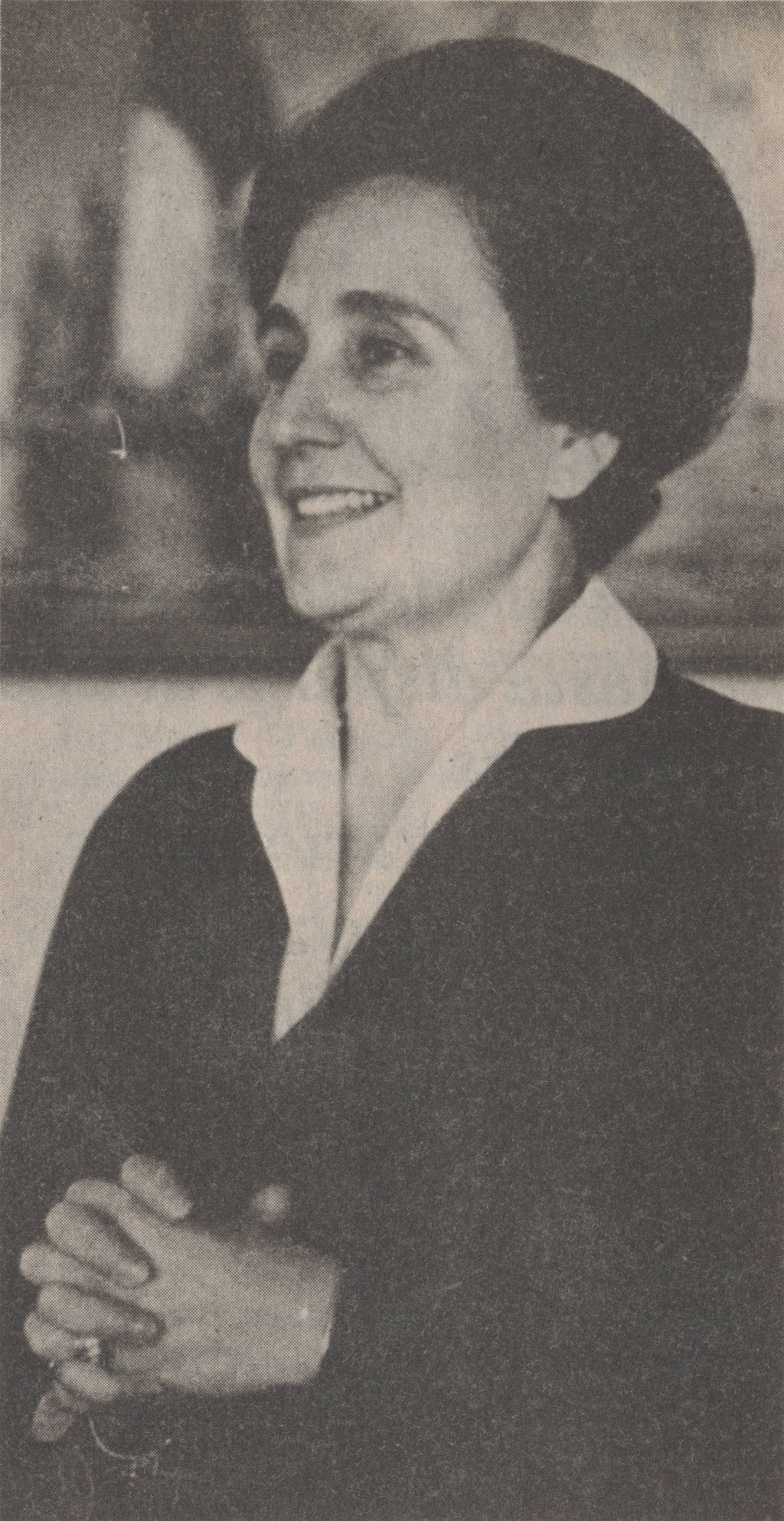
Sofía Cuthbert en 1969

El asesinato de Carlos Prats y Sofía Cuthbert corresponde al ataque perpetrado en Buenos Aires el 30 de septiembre de 1974, con un coche bomba y en el marco de la Operación Cóndor, a Sofía Cuthbert y su esposo Carlos Prats, ministro del interior y defensa nacional, y comandante en jefe del Ejército de Chile durante el gobierno de Salvador Allende.